# Luiz Kingsman
Luiz Kingsman (João Alfredo, 04 de Setembro de 1996) é um cantor, drag queen, compositor e bacharel em Direito. Iniciou sua carreira em 2016 como dançarino nas noites de São Paulo, onde ficou conhecido como cover da cantora Anitta por sempre apresentar as músicas da artista. 

## Biografia
Luiz Henrique do Nascimento Moura nasceu em 04 de Setembro de 1996 em João Alfredo, Pernambuco, onde também cresceu. É filho de Juarez Severino de Moura, marceneiro, e Dilma Serafim, empreendedora; o casal separou-se em 2002. Luiz tem dois irmãos, do primeiro casamento do seu pai, João Paulo e Paulo Henrique e do segundo casamento do seu pai, Maria de Fátima e Maria Vitória. Viveu na cidade até meados de 2013 onde se mudou, para morar com sua mãe, em Ipojuca, área metropolitana do Recife. Iniciou o ensino médio Na Escola Jarina Maia e concluiu na Escola de Referência Em Ensino Médio do Ipojuca. Em 2014 se mudou para Jaboatão do Guararapes para iniciar a faculdade. Em 2015 ganhou a bolsa de Direito, em primeiro lugar, na UNINOVE e se mudou para São Paulo, onde morou com seu tio por um ano e logo foi morar sozinho no bairro de Santa Cecília. Em 2016 conheceu a arte drag queen nas casas noturnas de São Paulo e começou a se apresentar na boate 'Freedom" no largo do Arouche, após conhecer a drag queen Candice Key, que era responsável pelas contratação de shows do local. Na mesma boate, conheceu o produtor Venus POP que ensinou os primeiros passos da música e lhe inseriu no cenário musical. Em 2017, deu início a sua carreira como cantor independente, lançando a música "Jamais" que é uma releitura da música "Love Is Alive" da cantora Lea Michele. Após alguns singles avulsos, lançou Derruba Tudo é o primeiro álbum de estúdio do cantor Luiz Kingsman, foi lançado em 2019 com 10 faixas. E tendo o próprio artista composto a maioria das músicas, seu primeiro álbum de estúdio que rendeu os singles "Senta Devagar", "Perigo Afeminado Também Come" e "Pegada Triunfal". Durante a pandemia da COVID-19 o artista escreveu e produziu o álbum Jogação é o segundo álbum do cantor Luiz Kingsman, lançado em 2020. O disco possui 8 faixas. A obra conta com grandes artistas nacionais e internacionais como: Felipe D"Orazio, Boivi, e o cantor chileno Alessandro Morls, foi executado em várias rádios do Chile, elevando a notoriedade do artista. Em 2022 lança o álbum Cabulosa é o terceiro álbum do cantor Luiz Kingsman, lançado em 2022 com 10 faixas e tendo sua primeira entrada nos charts globais com a música "Vogue de Bumbum" no TOP 15 do iTunes Brasil, com os smarts hits Ratatá " Pancadão" "EX" e Vogue de Bumbum, que alcançou o top 20 de músicas vendidas no iTunes Brasil.
Recentemente, Luiz lançou Depois da Tempestade, lead-single do EP especial dedicado ao "Dia dos Namorados".

## Características musicais
Luiz possui um tipo vocal classificado como Barítono. E em suas composições falam sobre amor, sexo e viver a vida. Descrito como uma artista pop, Kingsman transita entre diversos estilos musicais como: funk, tecnobrega, reggaeton e brega funk. Famoso por suas músicas dançantes e coreografadas, Luiz também se aventura no R&B e trap. 

## Discografia
- CABULOSA (2022)
- Jogação (2020)
- Derruba Tudo (2019)

## Prêmios e indicações
- Prêmio Divo - 2018 e 2019

- Prêmio Melhor Cantor de João Alfredo - 2023[6]

- Indicação: Prêmio Dynamite de Música Independente 2021[7]

## Shows e Eventos
Luiz Kingsman já se apresentou em vários eventos pelo Brasil, como na Parada LGBT da cidade de Vinhedo, interior de São Paulo por três vezes consecutivas, na Parada LGBT de Caieiras, na Feira Cultural E Esportiva LQBTQI+ De Caieiras, Parada LGBT de Itaquaquecetuba, Parada LGBT de Itanhaém, Parada LGBT de Taboão da Serra, Parada LGBT de Francisco Morato e na Feira da diversidade da Parada LGBT de São Paulo. No Rock In Rio 2022 a cantora esteve presente no stand do IDBR onde documentou todos os dias do evento em seu perfil oficial.

## Vida pessoal
Em 2019 Luiz se formou no curso de Direito pela UNINOVE, e atualmente vive entre São Paulo e Ipojuca. 